# 불람불리구
불람불리구(Bulambuli)는 우간다의 구로 행정 중심지는 불람불리이며 면적은 651.8km2, 인구는 125,400명(2012년 기준)이다. 행정 구역상으로는 동부 주에 속한다. 북쪽으로는 나카피리피리트 구, 동쪽으로는 카프초르와 구, 남쪽으로는 시론코 구, 서쪽으로는 부케데아 구와 접한다.

## 같이 보기
- 동부주 (우간다)
- 우간다의 행정 구역